# 鳳鳴酒造
鳳鳴酒造（ほうめいしゅぞう）は、兵庫県丹波篠山市呉服町73に本社および大沢1丁目に味間工場を置く日本の酒造会社。

## 概要
創業1797年（寛政9年）の老舗酒造メーカー。「鳳鳴」ブランドの日本酒をはじめ、丹波黒大豆、丹波栗など地元の特産物を使ったリキュール類や、音楽振動で醸造した酒、米焼酎などユニークな商品を扱う。

## 沿革
- 1797年（寛政9年） - 西尾酒造として創業。
- 1945年（昭和20年） - 篠山市内の13の蔵が合併し、多紀酒造有限会社となる。「鳳鳴」ブランドに統一。
- 1965年（昭和40年） - リキュール製造免許を取得し、くり酒の製造、販売を始める。
- 1975年（昭和50年） - 清酒製造を味間工場（味間蔵）に集約。
- 1977年（昭和52年） - 日本地酒協同組合加盟員の製造酒類の販売免許取得。
- 1980年（昭和55年） - 焼酎の販売を始める。
- 1986年（昭和61年） - 丹波黒大豆を使ったリキュール酒「楼蘭（ローラン）」発売。
- 1990年（平成2年） - 味間工場貯蔵庫・ビン詰工場改築。
- 1990年（平成2年） - 丹波黒大豆を使ったリキュール酒「楼蘭」が農林水産大臣賞受賞。
- 1996年（平成8年） - 現在の社名である、鳳鳴酒造株式会社に社名変更。
- 1996年（平成8年） - 音楽振動醸造「夢の扉」発売。
- 1997年（平成9年） - 味間工場内に酒蔵見学案内所新設。
- 2000年（平成12年） - 丹波栗を使用したワイン風リキュール酒「Marron de kiss」発売。
- 2001年（平成13年） - 200年を経過する本社社屋を利用した酒蔵見学施設兼小売店舗「ほろ酔い城下蔵」オープン。関西照明技術普及会主催の平成13年度商店照明コンクールにて、兵庫県商店連合会長賞受賞。
- 2003年（平成15年）7月 - 建造物9件が国の登録有形文化財に登録される。
- 2004年（平成16年） - 米焼酎「どや」発売。
- 2012年（平成24年） - 「鳳鳴大吟醸」が平成24年全国新酒鑑評会金賞受賞。
- 2012年（平成24年） - にごり酒と梅酒をブレンドしたリキュール酒「にごりうめ」発売。
- 2014年（平成26年） - 「にごりうめ」が平成26年度丹波すぐれもの大賞受賞。
- 2017年（平成29年） - 「鳳鳴大吟醸」が平成29年全国新酒鑑評会金賞受賞。
- 2019年（令和元年） - 「梅酒　日本酒仕込み」が全国梅酒品評会2019日本酒梅酒部門銅賞受賞。

## 建築
築200年を経過する本社の主屋・仕込蔵などが2003年に国の登録有形文化財（建造物）に登録された。「ほろ酔い城下蔵」と名付けられた主屋、酒蔵は常時見学できる（9:30-17:00、定休日:火曜日）。酒蔵では音楽振動醸造酒醸成のために常にモーツァルトやベートーヴェンの曲が流されている。2002年6月には、古い酒蔵を利用したイベントスペース「ほろ酔いホール」を設置、6本脚のグランドピアノ（ヤマハグランドピアノ「ルイ16世型」No.3）を置き、コンサートなどを行っている。
他に大沢1丁目にある味間蔵も見学可能。

## 交通
- 公共交通機関：「ほろ酔い城下蔵」までは、JR福知山線篠山口駅下車、神姫バス「篠山営業所」行きを「呉服町」下車、徒歩1分[1]。
- 自動車：舞鶴若狭道丹南篠山口ICを下り、約10分。味間蔵は約3分[2]。